# 津村巧
津村 巧（つむら たくみ）は、日本の小説家、SF作家、推理作家。1970年代生まれ。千葉県出身。日本ホラー小説大賞や小松左京賞への応募歴がある。荻生亘名義で公募アンソロジー『本格推理』（光文社文庫）に短編が掲載される。2001年、SF長編小説『DOOMSDAY -審判の夜-』で講談社が主催する第22回メフィスト賞を受賞し、小説家デビューを果たす（投稿時の題名は『SURVIVOR - 生存者』）。北アメリカを転々とした後、デビュー当時は広島県に在住していた。

## 作品リスト
単行本
- DOOMSDAY -審判の夜- （講談社ノベルス、2001年9月）ISBN 978-4-06-182199-6

短編
- 荻生亘（おぎう たかし／わたる[7]）名義
  - SNOW BOUND -雪上の足跡- （『本格推理10 独創の殺人鬼たち』鮎川哲也編、光文社文庫、1997年7月） - 公募アンソロジー
  - DEATH OF A CROSS DRESSER -女装老人の死- （『本格推理12 盤上の散歩者たち』鮎川哲也編、光文社文庫、1998年7月） - 公募アンソロジー